# کایدی
شاخص میانگین مدت وقفه مشتری (CAIDI) یک شاخص قابلیت اطمینان است که معمولاً توسط شرکت‌های برق استفاده می‌شود. مربوط به سایدی و SAIFI است و به صورت زیر محاسبه می‌شود.
{\displaystyle {\mbox{CAIDI}}={\frac {\sum {U_{i}N_{i}}}{\sum {\lambda _{i}N_{i}}}}}
جایی که {\displaystyle \lambda _{i}} میزان شکست است، {\displaystyle N_{i}} تعداد مشتریان است و {\displaystyle U_{i}} زمان قطع سالانه محل است {\displaystyle i} . به عبارت دیگر،
{\displaystyle {\mbox{CAIDI}}={\frac {\mbox{sum of all customer interruption durations}}{\mbox{total number of customer interruptions}}}={\frac {\mbox{SAIDI}}{\mbox{SAIFI}}}}
کایدی میانگین مدت زمان قطعی را که هر مشتری معینی تجربه می‌کند را نشان می‌دهد. CAIDI همچنین می‌تواند به عنوان میانگین زمان ترمیم در نظر گرفته شود.
کایدی بر حسب واحد زمان، اغلب دقیقه یا ساعت اندازه‌گیری می‌شود. معمولاً در طول یک سال اندازه‌گیری می‌شود، و طبق استاندارد IEEE 1366-1998، مقدار متوسط برای خدمات شهری آمریکای شمالی تقریباً ۱٫۳۶ ساعت است.